# Iodcyan
Iodcyan ist eine anorganische chemische Verbindung und das Nitril der Iodameisensäure. Iodcyan bildet einen farblosen, stark stechend riechenden, scharf schmeckenden Feststoff.

## Gewinnung und Darstellung
Iodcyan kann durch Reaktion von Cyanwasserstoff oder Natriumcyanid mit Iod bei 0 °C gewonnen werden.
{\displaystyle \mathrm {NaCN+I_{2}\longrightarrow ICN+NaI} }
Die Zugabe von Chlor zu der Reaktion vermeidet die Umsetzung der Hälfte des angewandten Iods in Alkaliiodide.
{\displaystyle \mathrm {2\ KCN+I_{2}+Cl_{2}\longrightarrow 2\ ICN+2\ KCl} }

## Eigenschaften
Iodcyan ist ein nicht brennbarer, lichtempfindlicher, feuchtigkeitsempfindlicher weißer Feststoff mit stark stechendem Geruch und scharfem Geschmack, der bei 146,6 °C schmilzt. Ab 45 °C wird eine Sublimation beobachtet. Die Sublimationsfunktion ergibt sich nach Antoine entsprechend log10(P) = A−(B/(T+C)) (P in bar, T in K) mit A = 7,78435, B = 3335,292 und C = 14.533 im Temperaturbereich von 298.4 bis 414.3 K. Mit einer Löslichkeit von 35,6 g·l−1 bei 25 °C ist der Stoff in Wasser relativ gut löslich. Er zersetzt sich schon bei Raumtemperatur allmählich, bei Erwärmung stärker. Er neigt bei Säurekatalyse zur spontanen Polymerisation. Im geschlossenen Rohr erfolgt ab 150 °C ein Zerfall in Dicyan und Iod.
{\displaystyle \mathrm {2\ ICN\longrightarrow (CN)_{2}+I_{2}} }

## Verwendung
Iodcyanid wird von Präparatoren als Konservierungsmittel eingesetzt. In der organischen Synthese wird es als Dealkylierungsmittel von ternären Aminen und zur selektiven Spaltung von Peptiden verwendet.

## Sicherheitshinweise
Iodcyan ist giftig und verursacht Reizungen der Haut, Augen und Atemwege. Zudem kann es Krämpfe sowie Lähmungen verursachen. Der Tod tritt durch Atemversagen ein.

## Externe Links zu erwähnten Verbindungen
1. ↑  Externe Identifikatoren von bzw. Datenbank-Links zu Iodameisensäure:  CAS-Nr.: 82179-12-2, Wikidata: Q125401263.